# Крицкий, Сергей Николаевич
Сергей Николаевич Крицкий (1900—1984) — советский гидролог, гидротехник.

## Биография
Родился 17 (31) декабря 1900 г. в Самаре, сын инженера путей сообщения. В 1915 г. семья переехала в Томск.
Окончил Томское реальное училище (1917), два курса Томского технологического института (1917—1919), артиллерийскую юнкерскую школу колчаковской армии во Владивостоке (1920), три курса Владивостокского политехнического института (1920—1923), Московский институт инженеров водного транспорта (1925—1926).
В 1923—1925 давал в Москве частные уроки. В 1926—1932 инженер треста «Водоканалпроект». В 1932—1937 годах служил в РККА, преподавал гидротехнику и гидрологию в Военно-инженерной академии.
В 1937—1961 инженер проектного отдела Главгидростроя НКВД СССР (в последующем «Гидропроект»). Многолетний (с 1926 г.) соратник М. Ф. Менкеля.
С 1961 г. на научной работе сначала в Совете по изучению производительных сил (СОПС) Госплана СССР, а с 1968 г. в Институте водных проблем Академии наук СССР.
Умер 28 августа 1984 года.

## Научные труды
Сочинения (в соавторстве с М. Ф. Менкелем):
- «Гидрологические основы речной гидротехники»
- «Водохозяйственные расчеты»
- Гидрологические основы управления водохозяйственными системами [Текст] / С. Н. Крицкий, М. Ф. Менкель. — Москва : Наука, 1982. — 271 с. : граф. ; 22 см.
- Гидрологические основы управления речным стоком [Текст] / С. Н. Крицкий, М. Ф. Менкель. — Москва : Наука, 1981. — 255 с. : ил. ; 22 см.

## Награды и звания
- Доктор технических наук;
- Сталинская премия 3 степени (1951; в составе коллектива) — за монографию «Гидрологические основы речной гидротехники».